# Steven Carroll
Steven Carroll ist ein US-amerikanischer Biathlet.
Steven Carroll ist Nationalgardist im US-Bundesstaat Oregon und startet für deren Biathlonteam. Erste internationale Meisterschaft wurden die Nordamerikanischen Meisterschaften im Sommerbiathlon 2011 in Jericho, wo er mit sechs Fehlern Achter des Sprints und mit neun Fehlern Siebter des Einzels wurde. Es folgte das North American Invitational 2012 in Jericho, bei dem Carroll im Sprintrennen mit sieben Fehlern Rang 13 belegte und im Verfolgungsrennen mit ebenfalls sieben Fehlern 12. wurde. Zudem wurde er mit zwölf Fehlern Zehnter im Massenstartrennen.

## Belege
1. ↑  Ergebnisliste der Sommer-Nordamerikameisterschaften 2011 (Seite dauerhaft nicht mehr abrufbar, festgestellt im Juli 2024. Suche in Webarchiven) (PDF; 658 kB)
2. ↑  Ergebnisse Sprint North American Invitational 2012 (Memento vom 5. Mai 2014 im Internet Archive) (PDF; 66 kB)
3. ↑  Ergebnisse Verfolgungsrennen North American Invitational 2012 (Memento vom 6. Mai 2014 im Internet Archive) (PDF; 72 kB)
4. ↑  Ergebnisse Massenstart Männer North American Invitational 2012 (Memento vom 13. August 2014 im Internet Archive) (PDF; 282 kB)

| Personendaten    | Personendaten              |
| ---------------- | -------------------------- |
| NAME             | Carroll, Steven            |
| KURZBESCHREIBUNG | US-amerikanischer Biathlet |
| GEBURTSDATUM     | 20. Jahrhundert            |